# Albert W. Gilchrist

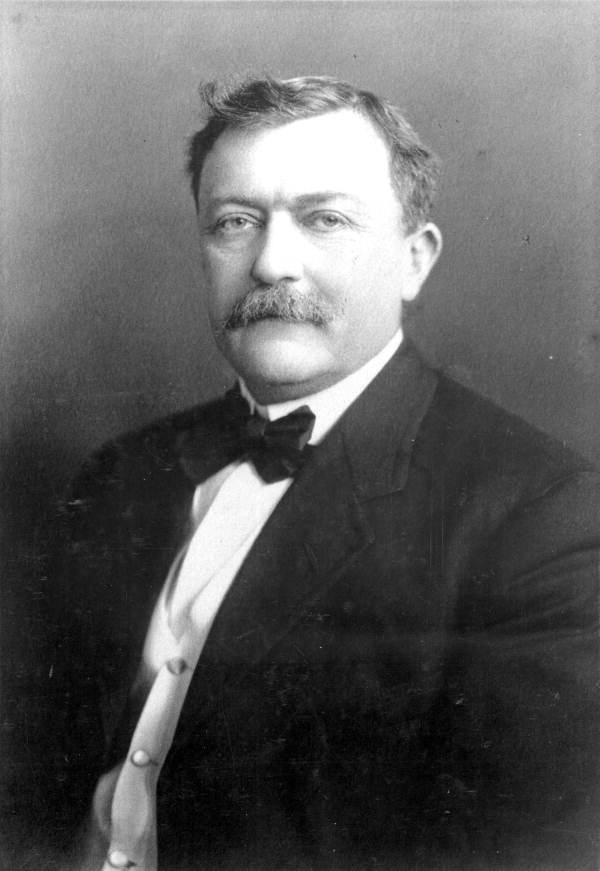
Albert W. Gilchrist

Albert Waller Gilchrist (* 15. Januar 1858 in Greenwood, South Carolina; † 15. Mai 1926 in New York City) war ein US-amerikanischer Politiker und von 1909 bis 1913 der 20. Gouverneur von Florida.

## Leben

### Frühe Jahre und politischer Aufstieg
Albert Gilchrist besuchte zwei Jahre lang das Carolina Military Institute in Charlotte in North Carolina. Anschließend schrieb er sich bis 1882 an der Militärakademie in West Point ein. Bis 1898 diente er in der Nationalgarde von Florida, wo er es bis zum Brigadegeneral brachte. Während des Spanisch-Amerikanischen Kriegs war er Hauptmann (Captain) einer Infanterie Kompanie. Zwischen 1893 und 1905 war Gilchrist als Mitglied der Demokratischen Partei Abgeordneter im Repräsentantenhaus von Florida. Im Jahr 1905 war er dessen Präsident. 1908 wurde er von seiner Partei für die anstehende Gouverneurswahl nominiert und dann auch von den Wählern gewählt.

### Gouverneur von Florida
Seine vierjährige Amtszeit als Gouverneur begann am 5. Januar 1909. In seiner Amtszeit wurde die Monteverde Industrial School gegründet, einige neue Bezirke (Countys) eingerichtet und nach acht Jahren Bauzeit die Eisenbahn vom Festland nach Key West fertiggestellt. Ein anderer Schwerpunkt seiner Regierung war das Gesundheitswesen. Zunächst wurde ein Lebensmittelgesetz erlassen, dass die Verbraucher vor verdorbener Ware schützen sollte. Dann entstand in Florida ein Sanatorium für Tuberkulose-Patienten und eine Anstalt für behinderte Kinder. Auch in den Gefängnissen wurde der Gesundheit der Insassen größere Bedeutung zu gemessen.

### Weiterer Lebensweg
Nach dem Ablauf seiner Amtszeit am 7. Januar 1913 zog sich Gilchrist zunächst aus der Politik zurück. Im Jahr 1916 kandidierte er aber erfolglos für den US-Senat. Im Jahr 1924 war er Delegierter auf dem Democratic National Convention. Albert Gilchrist verstarb im Mai 1926.